# プロドゥア・アジア
アジア（AXIA）は、プロドゥアが製造・販売する小型車である。

## 初代 B200型（2014年 - 2023年）
2014年9月にプロドゥア・ビバの後継モデルとして発表された。インドネシアのアストラ・ダイハツ・モーターで製造されているトヨタ・アギア/ダイハツ・アイラをベースとする。
発表後、マレーシアで最も手頃な車として売れている。アジアは、プロドゥアのセランゴール州ラワング工場で初めて製造された車である。
2013年、クアラルンプール国際モーターショーにコンセプトモデルとして出展された。その後、2014年に開発中の車両がスパイショットされ、すぐにプロドゥアが発表した。

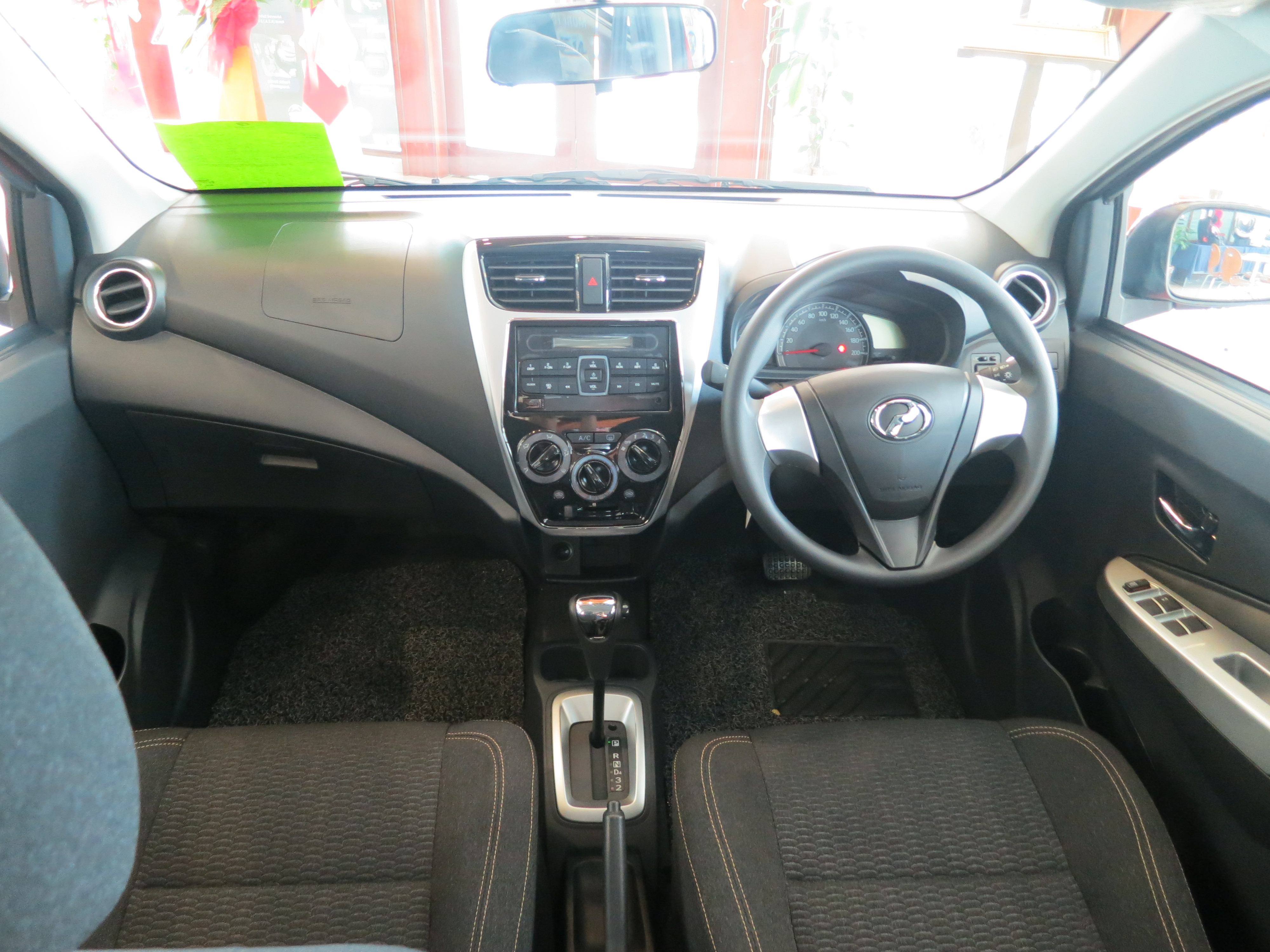
2019年販売型 1.0 Style インテリア
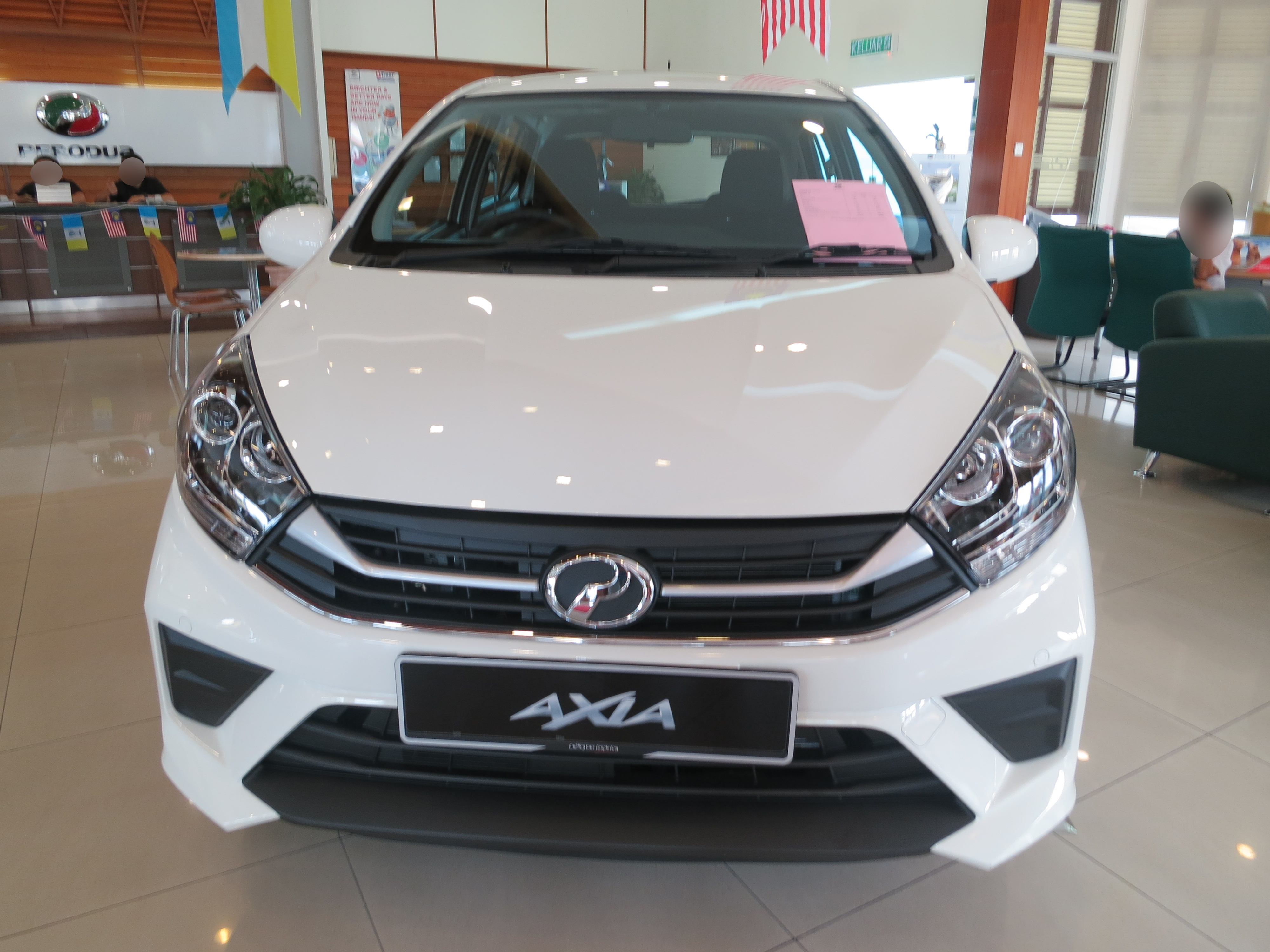
2019年販売型 1.0 GXtra フロント
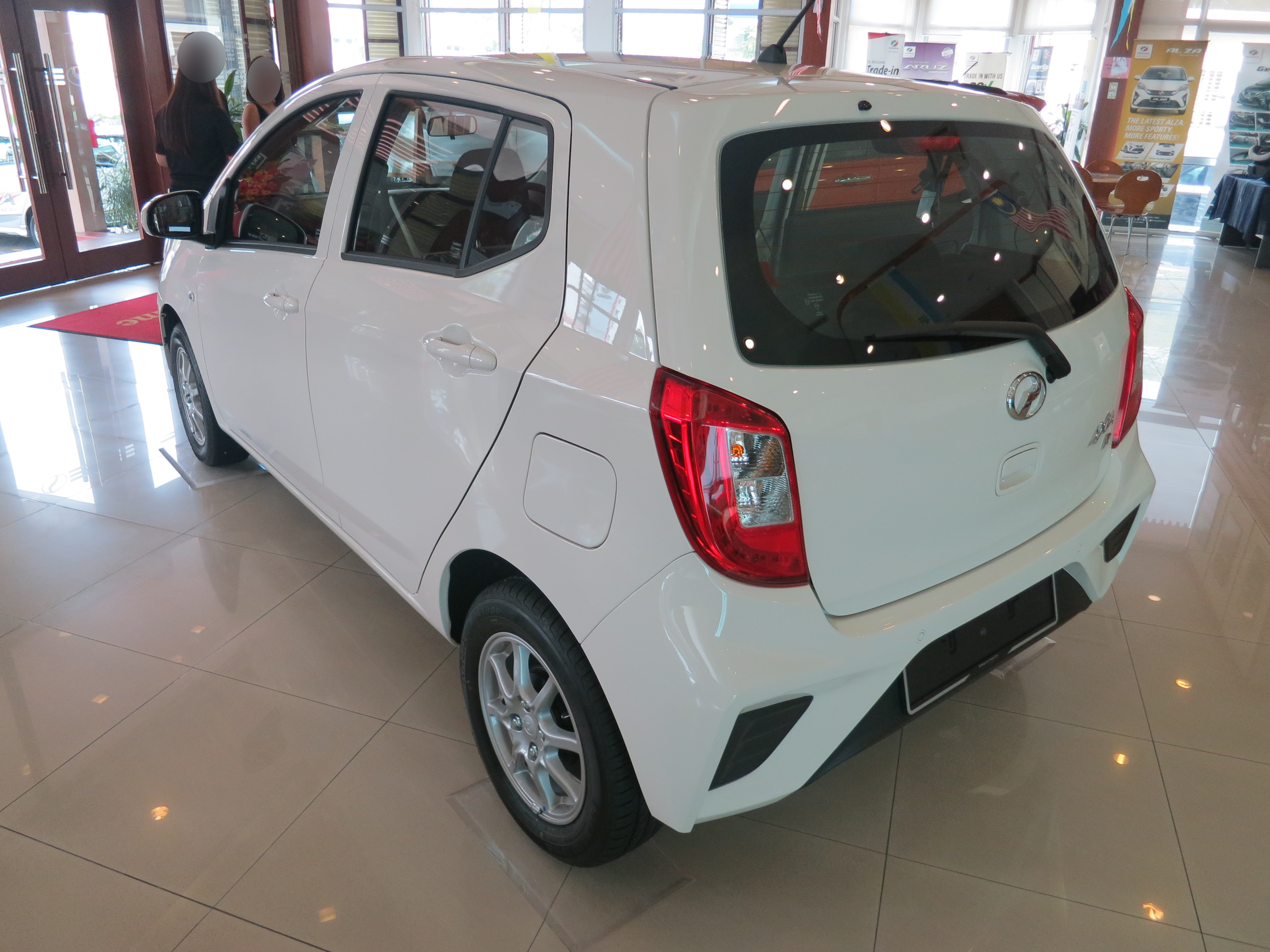
2019年販売型 1.0 GXtra リア

### スペック
ダイハツ工業製1KR-DE型直列3気筒・1000cc・DOHC12バルブエンジンを搭載。ボディサイズは全長が3,640mm、全幅が1,620mm、全高が1,510mmで、ホイールベースは2,455mmである。トランスミッションは5速MTと4速ATの2種類が設定されている。　

## 2代目 A300型（2023年 - ）
2023年1月末、新型「アジア」の受注を開始。
2023年2月14日、9年ぶりにフルモデルチェンジされ、発売された。プラットフォームにDNGAのAセグメント用プラットフォームである「GA-Aプラットフォーム」が採用され、トランスミッションを「D-CVT」と呼ばれるCVTに変更・一本化。マレーシアの道路環境に合わせて最適化された衝突回避支援システム「スマートアシスト（現地名:Advanced Safety Assist）」は機能追加が行われるとともに、車線変更時の後方確認をアシストするブラインドスポットモニターなどの安全装備を備えた。

2023年4月28日、ダイハツが開発した海外向けの4車種で側面衝突試験の認証申請の際に、ドアの内側に不正な加工が施され、試験を通過していたことが判明した。アジアも対象であり、出荷を順次停止している。

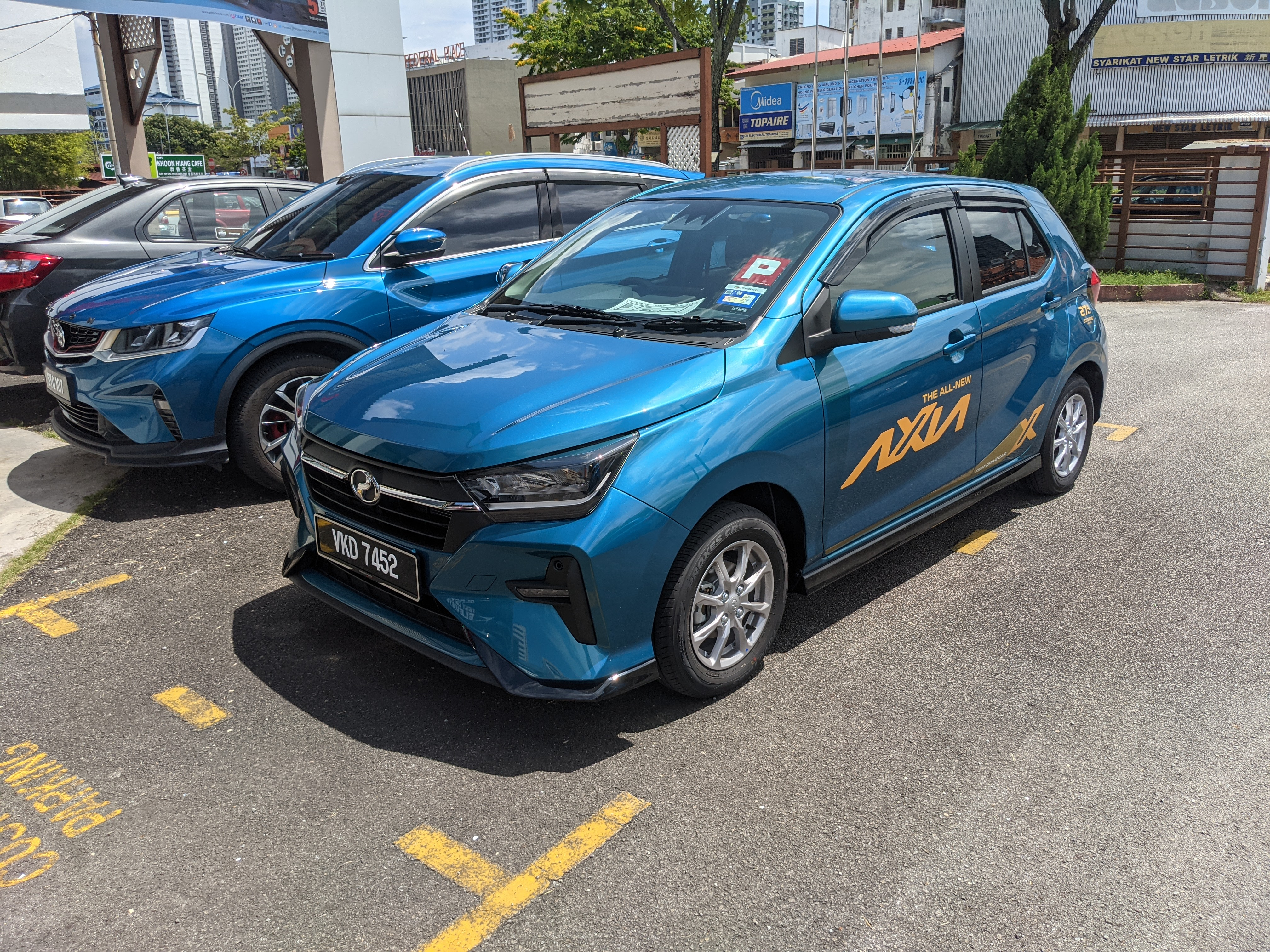
1.0 AV（フロント）
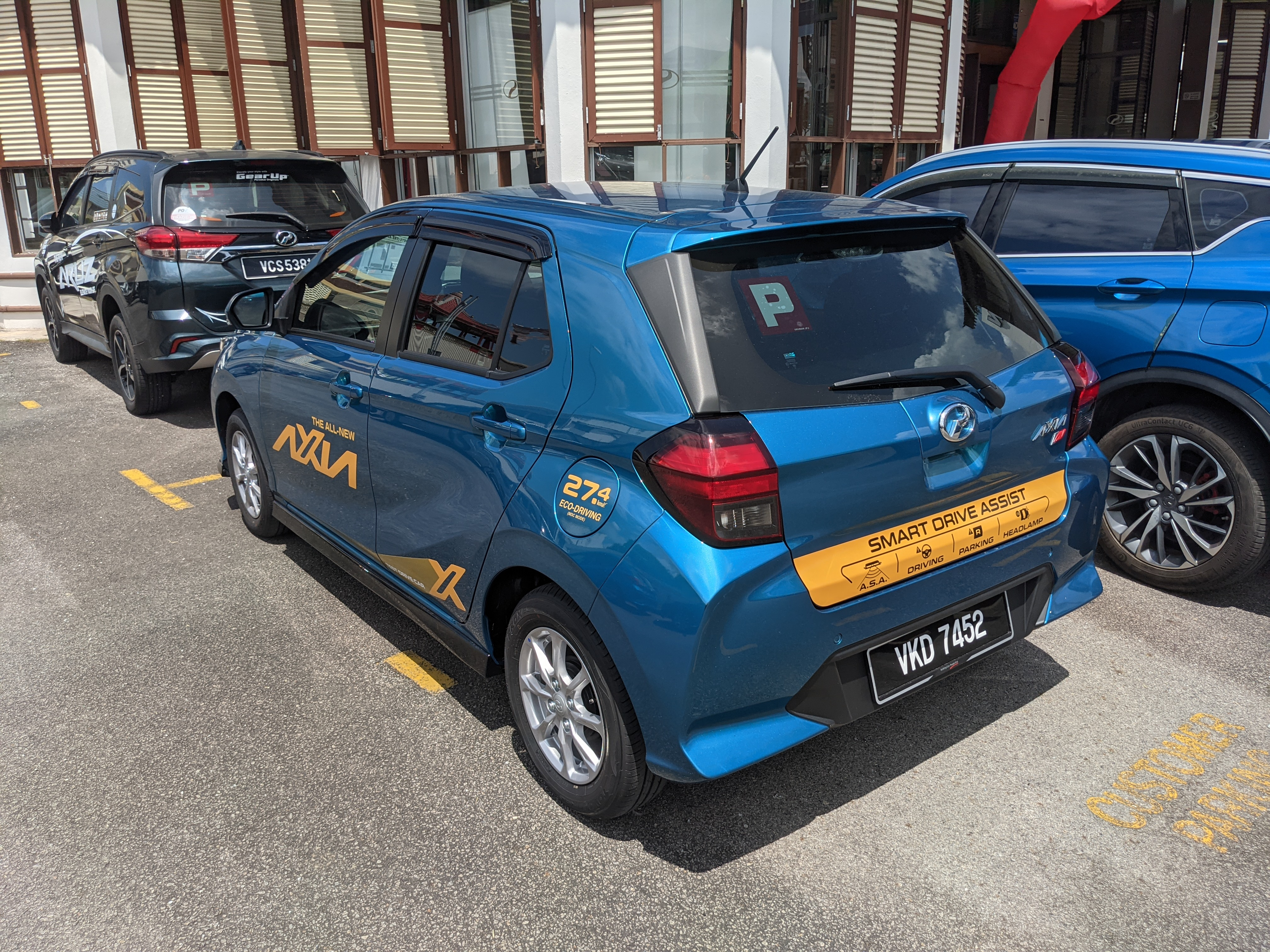
1.0 AV（リア）

## 車名の由来
「AXIA」は、ギリシャ語の「Axia」に由来し、「価値」を意味する。またAXIAは、プロドゥアの10台目の車であるため、文字「X」が数字の10を表している。